# وليام راثجي
وليام راثجي (بالإنجليزية: William Rathje)‏ عالم آثار أمريكي ولد في 1 يونيو 1945. وحصل على الدكتوراه من جامعة هارفارد عام 1971. كان راثجي أستاذا فخريا لعلوم الأنثروبولوجيا في جامعة أريزونا، إضافة إلى تعيينه في مكتب البحوث التطبيقية في علم الإنسان. وكان استشاريا لعلم الإنسان في جامعة ستانفورد. وشغل راثجي منصب مدير مشروع دراسة النفايات (جاربولوجي) بتوسان لفترة طويلة، حيث درس اتجاهات المصيد المرتجع من خلال بحث ميداني في توسان، بولاية أريزونا، وبالمثل، دراسته لمدافن القمامة في أماكن أخرى. وحصل راثجي على جائزة الفهم العام للعلوم والتكنولوجيا من الجمعية الأميركية لتقدم العلوم عام 1990. وتوفي في 24 مايو 2012.

راثجي ومشروع النفايات بتوسان